# 362-я стрелковая дивизия
362-я стрелковая дивизия — воинское соединение Вооружённых Сил СССР, принимавшее участие в Великой Отечественной войне.

## История
Формировалась на базе Омского пехотного училища в Омске с августа по 09.11.1941 года.
В действующей армии во время ВОВ с 10.02.1942 по 25.03.1943, с 01.05.1943 по 09.09.1944 и с 19.10.1944 по 09.05.1945.
В ноябре 1941 года разгрузились на станциях Подюга и Коноша Архангельской области. В начале февраля 1942 года эшелоном переброшена в Осташков, куда прибыла 10.02.1942 и откуда совершила тяжёлый марш в Нелидово. Первый бой приняла непосредственно с марша 15.02.1942 в трёх километрах юго-восточнее Нелидова и, с незначительными изменениями, ведёт бои в том районе до апреля 1943 года, то есть до отвода вражеских войск из ржевского выступа.
В ходе операции «Марс» с 25.11.1942 атакует врага на второстепенном направлении в общем направлении на Осиновцы — Оленин с запада, несколько продвинулась, но уже на второй день прекратила наступление, что говорит о том, что скорее имела место имитация наступления. Это же подтверждается немецкими данными о том, что дивизия наступала развёрнутой цепью в лоб, без всякой скрытности. Потери дивизии при этом составили 267 убитых и 416 раненых в период с 25.11.1942 по 10.12.1942. Во время операции части дивизии поддерживал 43-й пушечный артиллерийский полк
В апреле 1943 г. дивизия была передислоцирована в район Щекино Тульской области, совершила марш на запад в район станции Чернь, до июля 1943 оборудовала тыловые оборонительные позиции в 30-35 км от Мценска, затем совершила марш в направлении Спасское-Лутовиново. С 18.07.1943 года прорывает сильно укреплённую оборону противника в районе Панама, продолжает наступления, за три дня освободив 50 населённых пунктов, в августе 1943 года ведёт бои за Карачев. В октябре-ноябре 1943 года ведёт бои в Кормянском районе Могилёвской области.
С осени 1943 до лета 1944 года держала оборону на стыке с Центральным фронтом (впоследствии с 1-м Белорусским фронтом) несколько южнее Быхова. На май 1944 в дивизии насчитывалось только 5200 человек, в ротах насчитывалось от 48 до 69 человек. Ширина полосы обороны дивизии составляла около 9 км.
27.06.1944 в ходе Белорусской операции перешла в наступление, 27-28.06.1944 форсировала Днепр у населённого пункта Старая Травна-Прибор (8 км юго-западнее города Быхов), освободила Шклов (27.06.1944), Быхов (28.06.1944), затем в ходе наступления более 30 других населённых пунктов, затем форсировала реки Друть и Березину. На 03.07.1944 ведёт бои в Червенском районе Минской области.
В июле 1944 года принимала участие в Каунасской операции, приняла участие в освобождении городов Пренай (27.07.1944) и Мариамполь (31.07.1944). С середины августа 1944 по 09.09.1944 отражает контрудары врага со стороны города Кибартай, понесла серьёзные потери. На 29.08.1944 года ведёт бои в районе населённого пункта Кулеше (45 километров северо-восточнее города Ломжа).
Отведена в резерв 09.09.1943 года и в октябре 1944 переброшена в Польшу, сосредоточилась в районе Белостока. В декабре 1944 переброшена на Пулавский плацдарм.
В ходе Висло-Одерской операции наступала с Пулавского плацдарма в числе первых соединений, принимала участие в освобождении Радома, а затем наступала до Одера, по воспоминаниям одного из ветеранов, почти без боёв.
К 01.02.1945 вышла к Одеру, 04.02.1945 форсировала Одер в районе Франкфурт-на-Одере, захватила плацдарм в местечке Ауритц, отбила много контратак вражеских войск, частично была вынуждена оставить плацдарм, в том числе, в связи с затоплением после подрыва вражескими войсками дамб. Вела бои на плацдарме в течение марта 1945 года Непосредственно перед Берлинской операцией целиком была выведена с плацдарма.
С 16.04.1945 наступает в ходе Берлинской операции, вновь основными силами форсирует Одер, на 17.04.1945 ведёт бои — в районе Мюльрозе (12 км юго-западнее г. Франкфурт-на-Одере), форсирует канал Одер — Шпрее, закрепилась на его западном берегу, отбив только за один день тринадцать контратак. По воспоминаниям, от одной из рот после этих боёв, осталось только 7 человек. Затем в ходе наступления вела тяжёлые бои в районе города Фюрстенвальде, юго-восточнее Берлина, продолжила наступление южнее Берлина, вела бои в районе Кёрце, с 03.05.1945 наступает уже практически без боёв до Эльбы, закончила войну на Эльбе в районе городов Штонау и Дессау.

## Полное название
362-я стрелковая Верхнеднепровская Краснознамённая орденов Суворова и Кутузова дивизия

## Подчинение
| Дата            | Фронт (округ)           | Армия      | Корпус                 | Примечания |
| --------------- | ----------------------- | ---------- | ---------------------- | ---------- |
| 01.09.1941 года | Сибирский военный округ | -          | -                      | -          |
| 01.10.1941 года | Сибирский военный округ | -          | -                      | -          |
| 01.11.1941 года | Сибирский военный округ | -          | -                      | -          |
| 01.12.1941 года | Резерв Ставки ВГК       | 58-я армия | -                      | -          |
| 01.01.1942 года | Резерв Ставки ВГК       | 58-я армия | -                      | -          |
| 01.02.1942 года | Резерв Ставки ВГК       | 58-я армия | -                      | -          |
| 01.03.1942 года | Калининский фронт       | 22-я армия | -                      | -          |
| 01.04.1942 года | Калининский фронт       | 22-я армия | -                      | -          |
| 01.05.1942 года | Калининский фронт       | 22-я армия | -                      | -          |
| 01.06.1942 года | Калининский фронт       | 22-я армия | -                      | -          |
| 01.07.1942 года | Калининский фронт       | 22-я армия | -                      | -          |
| 01.08.1942 года | Калининский фронт       | 22-я армия | -                      | -          |
| 01.09.1942 года | Калининский фронт       | 22-я армия | -                      | -          |
| 01.10.1942 года | Калининский фронт       | 22-я армия | -                      | -          |
| 01.11.1942 года | Калининский фронт       | 22-я армия | -                      | -          |
| 01.12.1942 года | Калининский фронт       | 22-я армия | -                      | -          |
| 01.01.1943 года | Калининский фронт       | 22-я армия | -                      | -          |
| 01.02.1943 года | Калининский фронт       | 22-я армия | -                      | -          |
| 01.03.1943 года | Калининский фронт       | 22-я армия | -                      | -          |
| 01.04.1943 года | Резерв Ставки ВГК       | -          | -                      | -          |
| 01.05.1943 года | Брянский фронт          | -          | 25-й стрелковый корпус | -          |
| 01.06.1943 года | Брянский фронт          | -          | 25-й стрелковый корпус | -          |
| 01.07.1943 года | Брянский фронт          | -          | 25-й стрелковый корпус | -          |
| 01.08.1943 года | Брянский фронт          | 3-я армия  | -                      | -          |
| 01.09.1943 года | Брянский фронт          | 3-я армия  | 80-й стрелковый корпус | -          |
| 01.10.1943 года | Брянский фронт          | 3-я армия  | 80-й стрелковый корпус | -          |
| 01.11.1943 года | Белорусский фронт       | 3-я армия  | 80-й стрелковый корпус | -          |
| 01.12.1943 года | Белорусский фронт       | 3-я армия  | 80-й стрелковый корпус | -          |
| 01.01.1944 года | Белорусский фронт       | 3-я армия  | 80-й стрелковый корпус | -          |
| 01.02.1944 года | Белорусский фронт       | 3-я армия  | 80-й стрелковый корпус | -          |
| 01.03.1944 года | 1-й Белорусский фронт   | 50-я армия | 19-й стрелковый корпус | -          |
| 01.04.1944 года | 1-й Белорусский фронт   | 50-я армия | 19-й стрелковый корпус | -          |
| 01.05.1944 года | 2-й Белорусский фронт   | 50-я армия | 19-й стрелковый корпус | -          |
| 01.06.1944 года | 2-й Белорусский фронт   | 50-я армия | 19-й стрелковый корпус | -          |
| 01.07.1944 года | 2-й Белорусский фронт   | 50-я армия | 19-й стрелковый корпус | -          |
| 01.08.1944 года | 3-й Белорусский фронт   | 33-я армия | 19-й стрелковый корпус | -          |
| 01.09.1944 года | 3-й Белорусский фронт   | 33-я армия | 62-й стрелковый корпус | -          |
| 01.10.1944 года | Резерв Ставки ВГК       | 33-я армия | 62-й стрелковый корпус | -          |
| 01.11.1944 года | 1-й Белорусский фронт   | 33-я армия | 62-й стрелковый корпус | -          |
| 01.12.1944 года | 1-й Белорусский фронт   | 33-я армия | 62-й стрелковый корпус | -          |
| 01.01.1945 года | 1-й Белорусский фронт   | 33-я армия | 62-й стрелковый корпус | -          |
| 01.02.1945 года | 1-й Белорусский фронт   | 33-я армия | 62-й стрелковый корпус | -          |
| 01.03.1945 года | 1-й Белорусский фронт   | 33-я армия | 62-й стрелковый корпус | -          |
| 01.04.1945 года | 1-й Белорусский фронт   | 33-я армия | 62-й стрелковый корпус | -          |
| 01.05.1945 года | 1-й Белорусский фронт   | 33-я армия | 62-й стрелковый корпус | -          |

## Состав
- 1206-й стрелковый Краснознамённый полк
- 1208-й стрелковый Краснознамённый полк
- 1210-й стрелковый Краснознамённый полк
- 936-й артиллерийский ордена Богдана Хмельницкого полк
- 397-й отдельный истребительно-противотанковый дивизион
- 435-я отдельная разведывательная рота
- 653-й отдельный сапёрный батальон
- 549-й (824-й) отдельный батальон связи (590-я отдельная рота связи)
- 458-й медико-санитарный батальон
- 451-я отдельная рота химической защиты
- 488-я автотранспортная рота
- 227-й полевой автохлебозавод
- 796-й дивизионный ветеринарный лазарет
- 1421-я полевая почтовая станция
- 708-я полевая касса Госбанка

## Командиры
- Архипов, Иван Полуэктович (с момента формирования — 07.03.1942), полковник;
- Кончиц, Николай Иванович (08.03.1942 — 27.03.1942), комбриг;
- Сенчилло, Сергей Яковлевич (27.03.1942 — 29.10.1942), полковник;
- Далматов, Василий Никитич (30.10.1942 — 10.12.1943), генерал-майор;
- Пуховский, Николай Фомич (13.12.1943 — 12.01.1944), полковник;
- Далматов, Василий Никитич (13.01.1944 — 25.06.1944), генерал-майор;
- Еншин, Михаил Александрович (26.06.1944 — 09.05.1945), генерал-майор.

## Награды и наименования
| Награда (наименование)                    | Дата                  | За что награждена |
| ----------------------------------------- | --------------------- | --- |
| Орден Красного Знамени                    | 22 сентября 1943 года | награждена указом Президиума Верховного Совета СССР от 22 сентября 1943 года за образцовое выполнение заданий командования на фронте борьбы с немецкими захватчиками и проявленные при этом доблесть и мужество              |
| Почетное наименование «Верхнеднепровская» | 10 июля 1944 года     | присвоено приказом Верховного Главнокомандующего № 0189 от 10 июля 1944 года за отличие при форсировании Днепра и овладение городами Шклов, Быхов.                                                                           |
| Орден Суворова II степени                 | 5 апреля 1945 года    | награждена указом Президиума Верховного Совета СССР за образцовое выполнение заданий командования в боях немецкими захватчиками при вторжениив пределы Бранденбургской провинции и проявленные при этом доблесть и мужество. |
| Орден Кутузова II степени                 |                       | награждена указом Президиума Верховного Совета СССР за образцовое выполнение заданий командования в боях немецкими захватчиками и проявленные при этом доблесть и мужество                                                   |

Награды частей дивизии:
- 1206-й стрелковый Томашовский Краснознамённый[3] полк
- 1208-й стрелковый Краснознамённый[4] ордена Суворова[3] полк
- 1210-й стрелковый Краснознамённый[4] ордена Суворова[3] полк
- 936-й артиллерийский ордена Богдана Хмельницкого[3] полк (награжден орденом Богдана Хмельницкого II степени)
- 653-й отдельный сапёрный ордена Красной Звезды[3] батальон
- 549-й отдельный ордена Красной Звезды[3] батальон связи

## Отличившиеся воины дивизии
| Награда | Ф. И. О.                     | Должность                                                                 | Звание          | Дата награждения                                            | Примечания |
| ------- | ---------------------------- | ------------------------------------------------------------------------- | --------------- | ----------------------------------------------------------- | ---------- |
|         | Белов, Николай Иванович      | Командир отделения взвода пешей разведки 1210-го стрелкового полка        | сержант         | перенагражден орденом Славы I степени 19 августа 1955 года. |            |
|         | Еншин, Михаил Александрович  | командир дивизии                                                          | генерал-майор   | 09.04.1945                                                  |            |
|         | Жуков, Георгий Иванович      | командир батальона 1210-го стрелкового полка                              | майор           | 24.03.1945                                                  |            |
|         | Лебёдкин, Анатолий Иванович  | помощник командира взвода пешей разведки 1210-го стрелкового полка        | сержант         | 15.05.1946                                                  |            |
|         | Локтионов, Афанасий Иванович | командир 1208-го стрелкового полка                                        | майор           | 06.04.1945                                                  |            |
|         | Маслов, Иван Васильевич      | командир отделения 1210-го стрелкового полка                              | сержант         | 24.03.1945                                                  |            |
|         | Потапович, Николай Иосифович | Командир разведывательного отделения 435 отдельной разведывательной роты. | сержант         | 31.05.1945                                                  |            |
|         | Сембинов, Альмукан Оспанович | Командир отделения взвода пешей разведки 1210-го стрелкового полка        | рядовой         | 15.08.1944 03.09.1944 15.05.1945                            |            |
|         | Ушаков, Степан Лаврентьевич  | командир взвода разведки 1210-го стрелкового полка                        | старший сержант | 03.06.1944                                                  |            |
|         | Шайкин, Павел Кондратьевич   | командир стрелкового батальона 1208-го стрелкового полка                  | майор           | 24.03.1945                                                  |            |

## Память
- Дивизия упомянута на плите мемориального комплекса «Воинам-сибирякам», Ленино-Снегирёвский военно-исторический музей.

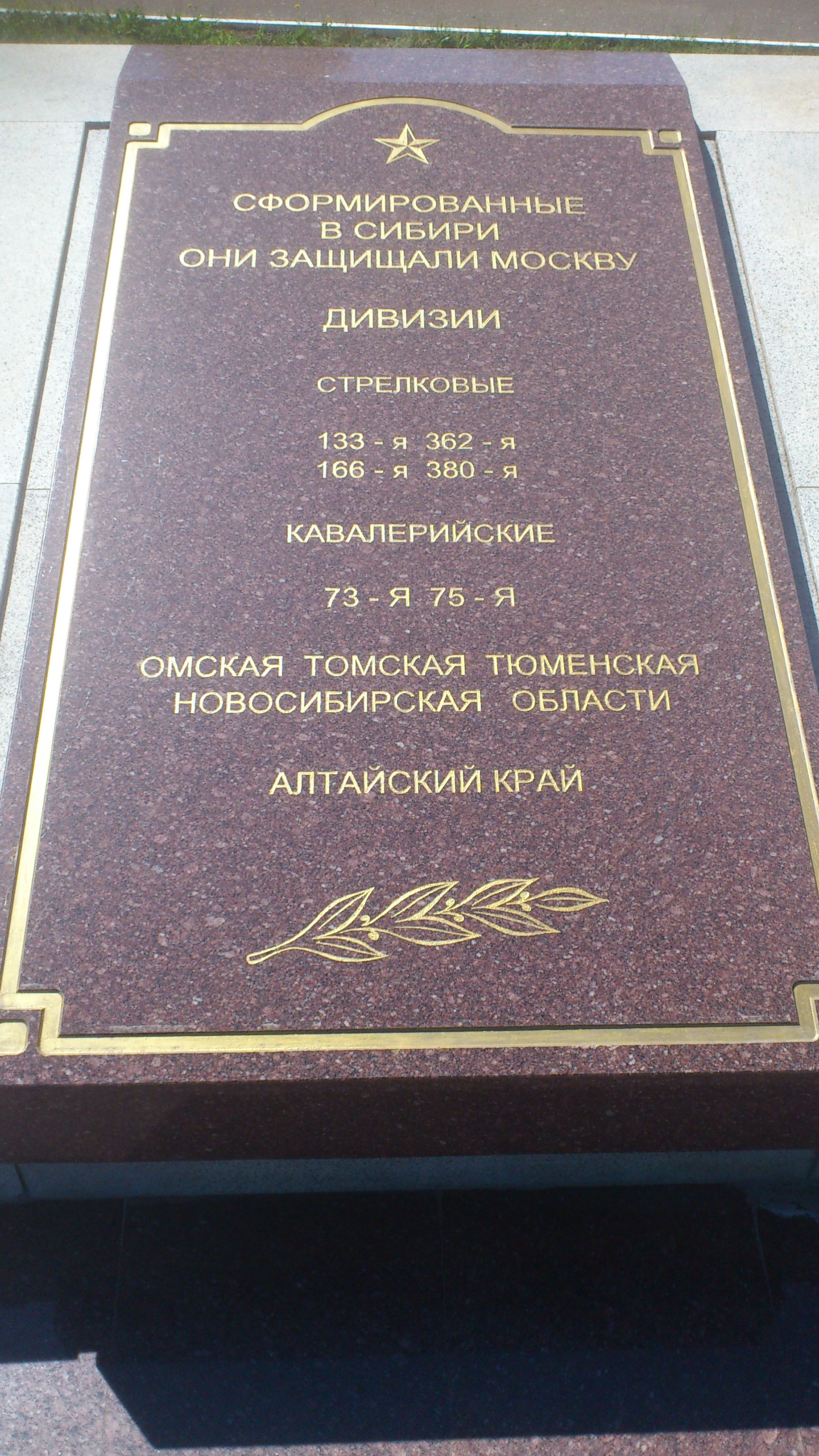
«Сформированные в Сибири, они защищали Москву» — на плите мемориального комплекса «Воинам-сибирякам».
Мемориальный комплекс с плитами
Мемориальный комплекс «Воинам-сибирякам», Ленино-Снегирёвский военно-исторический музей.